# Tillverkning av träleksaker i Hrvatsko zagorje
Tillverkning av träleksaker i Hrvatsko zagorje är ett hantverk som utövas i regionen Hrvatsko zagorje i Kroatien. Sedan år 2009 är det traditionella hantverket upptaget på Unescos lista över mänsklighetens immateriella kulturarv. De traditionellt tillverkade träleksakerna från Hrvatsko zagorje är populära i Kroatien där de säljs till både lokalbor och turister.

## Historik och beskrivning
Tillverkning av träleksaker i Hrvatsko zagorje har gamla anor. Under 1800-talet utvecklades traditionen till en speciell tillverkningsteknik i byar och samhällen längs med pilgrimsrutten till Marija Bistrica i norra Kroatien. Den speciella teknik som används i hantverket har därefter gått i arv i generationer.
Hantverket praktiseras i flera samhällen som företrädesvis ligger i kommunerna Marija Bistrica och Gornja Stubica. Det utförs vanligtvis av män som med traditionella verktyg skapar barnleksaker av trä. Materialet som används i tillverkningen kommer vanligtvis från bok och lönn som bland annat karvas och formas till hästar, bilar, instrument, visselpipor, fåglar och andra figurer. Dessa målas sedan  med ekologisk färg. Ett arbete som vanligtvis utförs av kvinnor. Träleksakerna målas med bland annat fantasifulla geometriska mönster och blommor och då de är handgjorda finns det inte två exakta kopior av samma leksak. Träleksakerna säljs sedan på mässor, marknader och specialbutiker i Kroatien. En del går på export till utlandet.